# バージー

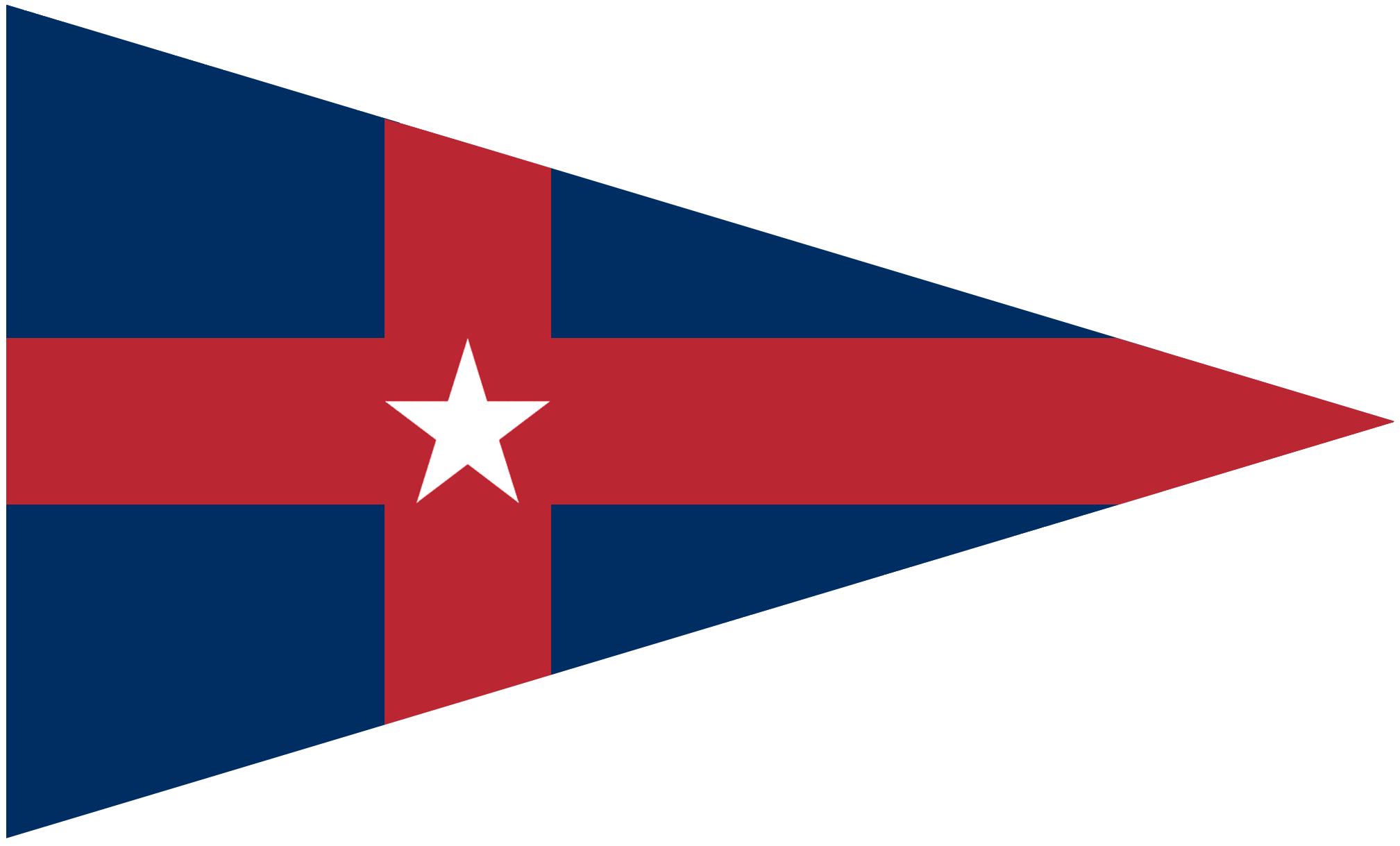
ニューヨーク・ヨットクラブが使用しているバージ―

バージー（英: Burgee）は、ヨット・クラブが使用する旗。基本的にペノン形。ヨットクラブ旗ともいう。
右舷スプレッダーから掲揚することとなっている。これら掲揚すべき位置を間違えると、「無神経でシーマンシップが欠けているオーナーだ」と思われるため注意が必要となっている。